# Lavandula somaliensis
Lavandula somaliensis là một loài thực vật có hoa trong họ Hoa môi. Loài này được Chaytor mô tả khoa học đầu tiên năm 1937.